# Gentleman (Musiker)/Diskografie
Diese Diskografie ist eine Übersicht über die musikalischen Werke des deutschen Reggae-Musikers Gentleman und seiner Pseudonyme wie Mr. Gentleman. Den Schallplattenauszeichnungen zufolge hat er bisher mehr als 2,2 Millionen Tonträger verkauft. Seine erfolgreichste Veröffentlichung ist die Single Ahnma mit über 600.000 verkauften Einheiten.

## Alben

### Studioalben
| Jahr | Titel Musiklabel                        | Höchstplatzierung, Gesamtwochen, AuszeichnungChartplatzierungen (Jahr, Titel, Musiklabel, Platzierungen, Wochen, Auszeichnungen, Anmerkungen) | Höchstplatzierung, Gesamtwochen, AuszeichnungChartplatzierungen (Jahr, Titel, Musiklabel, Platzierungen, Wochen, Auszeichnungen, Anmerkungen) | Höchstplatzierung, Gesamtwochen, AuszeichnungChartplatzierungen (Jahr, Titel, Musiklabel, Platzierungen, Wochen, Auszeichnungen, Anmerkungen) | Anmerkungen                                               |
| Jahr | Titel Musiklabel                        | DE | AT | CH | Anmerkungen                                               |
| ---- | --------------------------------------- | --- | --- | --- | --------------------------------------------------------- |
| 1999 | Trodin On Four Music (Sony)             | DE59 (9 Wo.)DE | — | — | Erstveröffentlichung: 18. Juni 1999                       |
| 2002 | Journey to Jah Four Music (Sony)        | DE14 Gold · (30 Wo.)DE | AT19 (30 Wo.)AT | CH21 (19 Wo.)CH | Erstveröffentlichung: 25. März 2002 Verkäufe: + 100.000   |
| 2004 | Confidence Four Music (Sony BMG)        | DE1 Platin · (48 Wo.)DE | AT1 Gold · (14 Wo.)AT | CH4 Gold · (32 Wo.)CH | Erstveröffentlichung: 30. August 2004 Verkäufe: + 235.000 |
| 2007 | Another Intensity Four Music (Sony BMG) | DE2 (10 Wo.)DE | AT5 (9 Wo.)AT | CH2 (10 Wo.)CH | Erstveröffentlichung: 24. August 2007                     |
| 2010 | Diversity Island Records (UMG)          | DE1 Gold · (26 Wo.)DE | AT2 (17 Wo.)AT | CH2 (20 Wo.)CH | Erstveröffentlichung: 9. April 2010 Verkäufe: + 100.000   |
| 2013 | New Day Dawn Vertigo Records (UMG)      | DE6 (15 Wo.)DE | AT10 (5 Wo.)AT | CH8 (16 Wo.)CH | Erstveröffentlichung: 19. April 2013                      |
| 2020 | Blaue Stunde Urban Records (UMG)        | DE10 (15 Wo.)DE | AT18 (2 Wo.)AT | CH9 (4 Wo.)CH | Erstveröffentlichung: 20. November 2020                   |
| 2022 | Mad World Urban Records (UMG)           | DE26 (2 Wo.)DE | — | CH34 (1 Wo.)CH | Erstveröffentlichung: 2. Dezember 2022                    |

### Gemeinschaftsalben
| Jahr | Titel Musiklabel                    | Höchstplatzierung, Gesamtwochen, AuszeichnungChartplatzierungen (Jahr, Titel, Musiklabel, Platzierungen, Wochen, Auszeichnungen, Anmerkungen) | Höchstplatzierung, Gesamtwochen, AuszeichnungChartplatzierungen (Jahr, Titel, Musiklabel, Platzierungen, Wochen, Auszeichnungen, Anmerkungen) | Höchstplatzierung, Gesamtwochen, AuszeichnungChartplatzierungen (Jahr, Titel, Musiklabel, Platzierungen, Wochen, Auszeichnungen, Anmerkungen) | Anmerkungen                                                 |
| Jahr | Titel Musiklabel                    | DE | AT | CH | Anmerkungen                                                 |
| ---- | ----------------------------------- | --- | --- | --- | ----------------------------------------------------------- |
| 2012 | Live Your Life Pot of Gold (VPR)    | — | — | — | Erstveröffentlichung: 27. November 2012 mit Richie Stephens |
| 2016 | Conversations Vertigo Records (UMG) | DE8 (9 Wo.)DE | AT6 (7 Wo.)AT | CH4 (12 Wo.)CH | Erstveröffentlichung: 24. Juni 2016 mit Ky-Mani Marley      |

### Livealben
| Jahr | Titel Musiklabel                                     | Höchstplatzierung, Gesamtwochen, AuszeichnungChartplatzierungen (Jahr, Titel, Musiklabel, Platzierungen, Wochen, Auszeichnungen, Anmerkungen) | Höchstplatzierung, Gesamtwochen, AuszeichnungChartplatzierungen (Jahr, Titel, Musiklabel, Platzierungen, Wochen, Auszeichnungen, Anmerkungen) | Höchstplatzierung, Gesamtwochen, AuszeichnungChartplatzierungen (Jahr, Titel, Musiklabel, Platzierungen, Wochen, Auszeichnungen, Anmerkungen) | Anmerkungen                                                                                    |
| Jahr | Titel Musiklabel                                     | DE | AT | CH | Anmerkungen                                                                                    |
| ---- | ---------------------------------------------------- | --- | --- | --- | ---------------------------------------------------------------------------------------------- |
| 2003 | Gentleman & The Far East Band live Four Music (Sony) | DE15 (7 Wo.)DE | AT10 (6 Wo.)AT | CH34 (5 Wo.)CH | Erstveröffentlichung: 8. September 2003 mit der Far East Band                                  |
| 2011 | Diversity live Island Records (UMG)                  | DE*DE | AT**AT | CH67 (2 Wo.)CH | Erstveröffentlichung: 29. April 2011 mit The Evolution; * siehe Diversity; ** siehe Videoalbum |
| 2014 | MTV Unplugged Vertigo Records (UMG)                  | DE8 Gold · (17 Wo.)DE | AT14 (2 Wo.)AT | CH14 (6 Wo.)CH | Erstveröffentlichung: 7. November 2014 Verkäufe: + 100.000                                     |

### Kompilationen
| Jahr | Titel Musiklabel                    | Höchstplatzierung, Gesamtwochen, AuszeichnungChartplatzierungen (Jahr, Titel, Musiklabel, Platzierungen, Wochen, Auszeichnungen, Anmerkungen) | Höchstplatzierung, Gesamtwochen, AuszeichnungChartplatzierungen (Jahr, Titel, Musiklabel, Platzierungen, Wochen, Auszeichnungen, Anmerkungen) | Höchstplatzierung, Gesamtwochen, AuszeichnungChartplatzierungen (Jahr, Titel, Musiklabel, Platzierungen, Wochen, Auszeichnungen, Anmerkungen) | Anmerkungen                         |
| Jahr | Titel Musiklabel                    | DE | AT | CH | Anmerkungen                         |
| ---- | ----------------------------------- | --- | --- | --- | ----------------------------------- |
| 2017 | The Selection Vertigo Records (UMG) | DE14 (13 Wo.)DE | AT17 (5 Wo.)AT | CH22 (9 Wo.)CH | Erstveröffentlichung: 16. Juni 2017 |

### EPs
| Jahr | Titel Musiklabel                  | Anmerkungen                            |
| ---- | --------------------------------- | -------------------------------------- |
| 2010 | Live Session Island Records (UMG) | Erstveröffentlichung: April 2010       |
| 2011 | Changes Pot of Gold (VPR)         | Erstveröffentlichung: 22. Februar 2011 |

## Singles

### Als Leadmusiker
| Jahr | Titel Album                                                                      | Höchstplatzierung, Gesamtwochen, AuszeichnungChartplatzierungen (Jahr, Titel, Album, Platzierungen, Wochen, Auszeichnungen, Anmerkungen) | Höchstplatzierung, Gesamtwochen, AuszeichnungChartplatzierungen (Jahr, Titel, Album, Platzierungen, Wochen, Auszeichnungen, Anmerkungen) | Höchstplatzierung, Gesamtwochen, AuszeichnungChartplatzierungen (Jahr, Titel, Album, Platzierungen, Wochen, Auszeichnungen, Anmerkungen) | Anmerkungen                                                                         |
| Jahr | Titel Album                                                                      | DE | AT | CH | Anmerkungen                                                                         |
| ---- | -------------------------------------------------------------------------------- | --- | --- | --- | ----------------------------------------------------------------------------------- |
| 1998 | Jah Jah Never Fail Trodin On                                                     | — | — | — | Erstveröffentlichung: 31. Dezember 1998 feat. Terry Linen                           |
| 1999 | Heat of the Night Trodin On                                                      | — | — | — | Erstveröffentlichung: 1999 feat. Richie Stephens & Mighty Tolga                     |
| 2002 | Leave Us Alone Journey to Jah                                                    | DE78 (5 Wo.)DE | — | — | Erstveröffentlichung: 13. Mai 2002                                                  |
| 2002 | Dem Gone Journey to Jah                                                          | DE81 (9 Wo.)DE | — | — | Erstveröffentlichung: 24. Juni 2002                                                 |
| 2003 | Runaway Journey to Jah                                                           | DE65 (4 Wo.)DE | — | — | Erstveröffentlichung: 10. März 2003                                                 |
| 2003 | Rainy Days Gentleman & The Far East Band live                                    | DE88 (1 Wo.)DE | — | — | Erstveröffentlichung: 18. August 2003 mit Tamika & Martin Jondo                     |
| 2004 | Superior Confidence                                                              | DE20 Gold · (12 Wo.)DE | AT20 (14 Wo.)AT | CH76 (9 Wo.)CH | Erstveröffentlichung: 16. August 2004 Verkäufe: + 150.000                           |
| 2005 | Intoxication Confidence                                                          | DE33 (9 Wo.)DE | AT58 (5 Wo.)AT | — | Erstveröffentlichung: 29. März 2005                                                 |
| 2005 | Send a Prayer Confidence                                                         | DE75 (9 Wo.)DE | — | — | Erstveröffentlichung: 2. Dezember 2005                                              |
| 2006 | On We Go / Caan Hold Us Down Confidence / Hui Buh – Das Schlossgespenst (O.S.T.) | DE58 (7 Wo.)DE | AT48 (6 Wo.)AT | CH76 (2 Wo.)CH | Erstveröffentlichung: 8. Januar 2006                                                |
| 2007 | Different Places Another Intensity                                               | DE42 (9 Wo.)DE | AT65 (2 Wo.)AT | — | Erstveröffentlichung: 1. Juni 2007                                                  |
| 2007 | The Future The Future – EP                                                       | — | — | — | Erstveröffentlichung: 12. Oktober 2007 mit Daddy Rings                              |
| 2007 | Serenity Another Intensity                                                       | DE81 (2 Wo.)DE | — | CH88 (2 Wo.)CH | Erstveröffentlichung: 12. Oktober 2007                                              |
| 2010 | Lonely Days Diversity                                                            | — | — | — | Erstveröffentlichung: 5. Januar 2010                                                |
| 2010 | It No Pretty Diversity                                                           | DE19 (11 Wo.)DE | AT24 (9 Wo.)AT | CH33 (7 Wo.)CH | Erstveröffentlichung: 23. März 2010                                                 |
| 2010 | To the Top Diversity                                                             | DE16 Gold · (13 Wo.)DE | AT23 (8 Wo.)AT | CH62 (1 Wo.)CH | Erstveröffentlichung: 30. Juli 2010 feat. Christopher Martin                        |
| 2011 | I Got to Go Diversity                                                            | — | — | — | Erstveröffentlichung: April 2011                                                    |
| 2012 | When You Get Lost –                                                              | — | — | — | Erstveröffentlichung: 31. Januar 2012                                               |
| 2013 | You Remember New Day Dawn                                                        | DE13 (9 Wo.)DE | AT51 (1 Wo.)AT | CH23 (17 Wo.)CH | Erstveröffentlichung: 29. März 2013                                                 |
| 2013 | In My Arms New Day Dawn                                                          | — | — | — | Erstveröffentlichung: 10. Juni 2013                                                 |
| 2013 | Heart of Rub-A-Dub New Day Dawn                                                  | DE77 (1 Wo.)DE | — | — | Erstveröffentlichung: 20. September 2013                                            |
| 2014 | Warn Dem MTV Unplugged                                                           | — | — | — | Erstveröffentlichung: 3. Oktober 2014 feat. Shaggy                                  |
| 2014 | Blossom and Prosper –                                                            | — | — | — | Erstveröffentlichung: 24. Oktober 2014 feat. Tamika                                 |
| 2015 | Redemption Song MTV Unplugged                                                    | — | — | — | Erstveröffentlichung: 27. März 2015 feat. Ky-Mani Marley & Campino                  |
| 2015 | Fly Away –                                                                       | — | — | — | Erstveröffentlichung: 15. Oktober 2015 mit Richie Stephens                          |
| 2015 | Ice Cold Ice Cold Riddim (Sampler)                                               | — | — | — | Erstveröffentlichung: 23. Oktober 2015                                              |
| 2016 | Keep on Moving Silly Walks Discotheque: Smile Jamaica (Sampler)                  | — | — | — | Erstveröffentlichung: 10. Juni 2016 mit Torch                                       |
| 2017 | Ovaload The Selection                                                            | DE78 (2 Wo.)DE | — | — | Erstveröffentlichung: 2. Juni 2017 feat. Sean Paul                                  |
| 2017 | Imperfection The Selection                                                       | — | — | — | Erstveröffentlichung: 16. Juni 2017 feat. Aloe Blacc                                |
| 2019 | Still Around –                                                                   | — | — | — | Erstveröffentlichung: 19. Januar 2019 feat. Beenie Man                              |
| 2019 | Rise Up –                                                                        | — | — | — | Erstveröffentlichung: 20. Dezember 2019                                             |
| 2020 | Can’t Stop the Love CaliRootsRiddim (Sampler)                                    | — | — | — | Erstveröffentlichung: 1. Mai 2020 feat. Collie Buddz                                |
| 2020 | Ahoi Blaue Stunde                                                                | — | — | — | Erstveröffentlichung: 12. Juni 2020                                                 |
| 2020 | Time Out Blaue Stunde                                                            | — | — | — | Erstveröffentlichung: 7. August 2020                                                |
| 2020 | Garten Blaue Stunde                                                              | — | — | — | Erstveröffentlichung: 11. September 2020                                            |
| 2020 | Devam Blaue Stunde                                                               | DE9 Gold · (11 Wo.)DE | AT27 (5 Wo.)AT | CH48 (2 Wo.)CH | Erstveröffentlichung: 18. September 2020 Verkäufe: + 200.000; feat. Luciano & Ezhel |
| 2020 | Staubsauger Blaue Stunde                                                         | — | — | — | Erstveröffentlichung: 23. Oktober 2020                                              |
| 2020 | Schöner Tag Blaue Stunde                                                         | DE27 (1 Wo.)DE | AT49 (1 Wo.)AT | CH38 (1 Wo.)CH | Erstveröffentlichung: 6. November 2020 feat. Sido                                   |
| 2021 | Einer dieser Tage Blaue Stunde (Deluxe Edition)                                  | DE— aDE | — | — | Erstveröffentlichung: 26. März 2021 feat. Bozza                                     |
| 2021 | Blessings Blaue Stunde (Deluxe Edition)                                          | — | — | — | Erstveröffentlichung: 16. April 2021                                                |
| 2021 | Horizont Blaue Stunde (Deluxe Edition)                                           | — | — | — | Erstveröffentlichung: 23. April 2021 feat. Johannes Oerding                         |
| 2021 | Lifeline Blaue Stunde (Deluxe Edition)                                           | — | — | — | Erstveröffentlichung: 12. Mai 2021 feat. Ezhel                                      |
| 2022 | Over the Hills Mad World                                                         | — | — | — | Erstveröffentlichung: 23. Juni 2022                                                 |
| 2022 | Things Will Be Greater Mad World                                                 | — | — | — | Erstveröffentlichung: 21. Juli 2022                                                 |
| 2022 | Can’t Lock the Dance Mad World                                                   | — | — | — | Erstveröffentlichung: 25. August 2022 feat. Stonebwoy                               |
| 2022 | Mad World                                                                        | — | — | — | Erstveröffentlichung: 26. Oktober 2022                                              |
| 2022 | Fight for No Reason Mad World                                                    | — | — | — | Erstveröffentlichung: 25. November 2022                                             |

### Als Gastmusiker

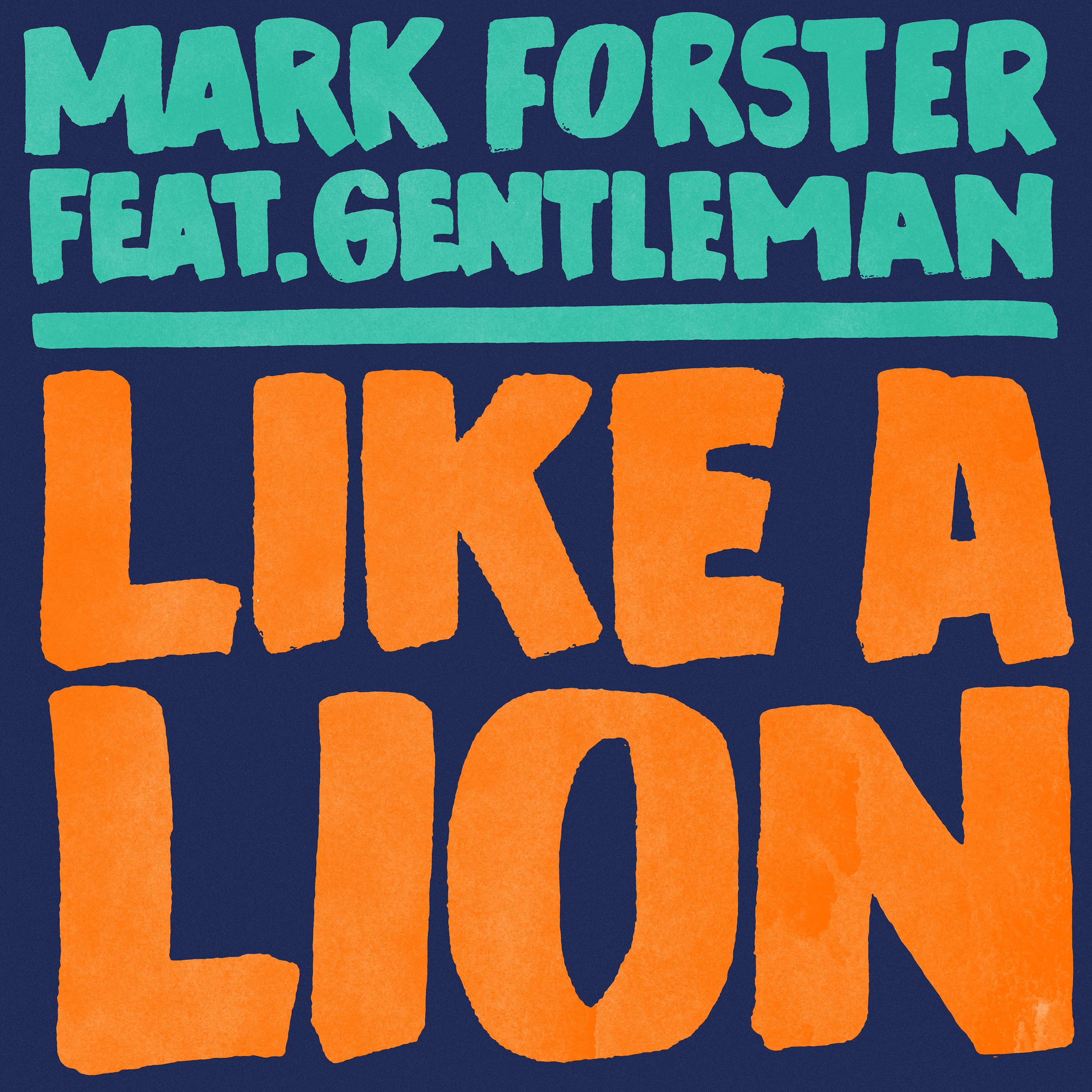
Coverbild zu „Like a Lion“

| Jahr | Titel Album                                                   | Höchstplatzierung, Gesamtwochen, AuszeichnungChartplatzierungen (Jahr, Titel, Album, Platzierungen, Wochen, Auszeichnungen, Anmerkungen) | Höchstplatzierung, Gesamtwochen, AuszeichnungChartplatzierungen (Jahr, Titel, Album, Platzierungen, Wochen, Auszeichnungen, Anmerkungen) | Höchstplatzierung, Gesamtwochen, AuszeichnungChartplatzierungen (Jahr, Titel, Album, Platzierungen, Wochen, Auszeichnungen, Anmerkungen) | Anmerkungen |
| Jahr | Titel Album                                                   | DE | AT | CH | Anmerkungen |
| --- | ------------------------------------------------------------- | --- | --- | --- | --- |
| 1995 | Hypocrites & Parasites Worry Not!                             | — | — | — | Erstveröffentlichung: Dezember 1995 Di Iries feat. Gentleman & Daddy Teacha                                             |
| 1998 | Tabula Rasa Bipolar Opposites                                 | DE13 (16 Wo.)DE | AT18 (9 Wo.)AT | CH6 (18 Wo.)CH | Erstveröffentlichung: 16. März 1998 Mellowbag feat. Freundeskreis & Gentleman                                           |
| 1999 | So Sweet The Life I’ve Been Looking For                       | — | — | — | Erstveröffentlichung: 20. April 1999 Brooke Russell feat. Mr. Gentleman                                                 |
| 1999 | You Can’t Run Away Zeitmaschine                               | DE74 (3 Wo.)DE | — | — | Erstveröffentlichung: 12. Juli 1999 Udo Lindenberg feat. Freundeskreis & Gentleman                                      |
| 1999 | Das neue Jahrtausend Das zweite Kapitel                       | — | — | — | Erstveröffentlichung: 29. November 1999 Die Firma feat. Gentleman                                                       |
| 2000 | Tabula Rasa Pt. II Esperanto                                  | DE30 (9 Wo.)DE | — | CH24 (13 Wo.)CH | Erstveröffentlichung: 4. Februar 2000 Freundeskreis feat. Joy Denalane, Gentleman, Sékou, Andres & Tommy W              |
| 2000 | Wickedness Broke Ya Neck Genuine Draft                        | — | — | — | Erstveröffentlichung: 10. Juni 2000 DJ Thomilla feat. Gentleman                                                         |
| 2002 | Rudie (Hold It Down) Homegrown                                | — | — | — | Erstveröffentlichung: 2002 UB40 feat. Bantu & Gentleman                                                                 |
| 2003 | Widerstand Innere Sicherheit                                  | DE45 (7 Wo.)DE | — | — | Erstveröffentlichung: 19. Mai 2003 Curse feat. Gentleman                                                                |
| 2005 | İsyankar İste                                                 | DE6 Gold · (24 Wo.)DE | AT11 (21 Wo.)AT | CH4 (26 Wo.)CH | Erstveröffentlichung: 30. Januar 2005 Verkäufe: + 150.000; Mustafa Sandal feat. Gentleman Sample von Panjabi MC – Mirza |
| 2005 | Will We Ever Know? Am I My Brother’s Keeper?                  | DE83 (2 Wo.)DE | — | — | Erstveröffentlichung: 25. Juli 2005 mit Brothers Keepers                                                                |
| 2005 | Why Cry State of the Arts                                     | — | — | — | Erstveröffentlichung: 5. September 2005 Afu-Ra feat. Gentleman                                                          |
| 2007 | Zeit zu verstehen (This Can’t Be Everything) Blockschrift     | DE30 (9 Wo.)DE | AT72 (2 Wo.)AT | — | Erstveröffentlichung: 30. November 2007 Azad feat. Gentleman                                                            |
| 2009 | Better Way –                                                  | — | — | — | Erstveröffentlichung: 27. Oktober 2009 Ziggy feat. Gentleman                                                            |
| 2010 | I Tried Born in Babylon                                       | — | — | — | Erstveröffentlichung: 20. Februar 2010 SOJA feat. Gentleman & Tamika                                                    |
| 2010 | Pflaster (Echo Version) –                                     | DE— bDE | AT— bAT | CH— bCH | Erstveröffentlichung: 5. März 2010 Ich + Ich feat. Gentleman, Cassandra Steen & Till Brönner                            |
| 2010 | Roots to Grow                                                 | DE16 (10 Wo.)DE | AT61 (2 Wo.)AT | CH56 (6 Wo.)CH | Erstveröffentlichung: 28. Mai 2010 Stefanie Heinzmann feat. Gentleman                                                   |
| 2014 | Do They Know It’s Christmas? (Deutsche Version) –             | DE1 (5 Wo.)DE | AT10 (3 Wo.)AT | CH21 (2 Wo.)CH | Erstveröffentlichung: 21. November 2014 mit Band Aid 30 Germany                                                         |
| 2016 | People Need Hope Paradise                                     | — | — | — | Erstveröffentlichung: 26. Februar 2016 Joseph Israel feat. Gentleman & Tarrus Riley                                     |
| 2016 | Ahnma Advanced Chemistry                                      | DE8 ×3Dreifachgold · (39 Wo.)DE | AT55 (4 Wo.)AT | CH65 (1 Wo.)CH | Erstveröffentlichung: 3. Juni 2016 Verkäufe: + 600.000; mit den Beginnern & Gzuz                                        |
| 2016 | Share the Love True Reflections … A New Beginning             | — | — | — | Erstveröffentlichung: 26. August 2016 Jah Cure feat. Gentleman                                                          |
| 2016 | Bunte Republik Deutschland (Live) Stärker als die Zeit – Live | — | — | — | Erstveröffentlichung: 25. November 2016 Udo Lindenberg feat. Daniel Wirtz, Gentleman & Ole Feddersen                    |
| 2017 | Babylon Have the Nerve –                                      | — | — | — | Erstveröffentlichung: 18. April 2017 Publik Report feat. Freddie McGregor & Gentleman                                   |
| 2017 | Zwei Schüsse Beastmode 3                                      | — | — | — | Erstveröffentlichung: 29. Dezember 2017 Animus feat. Gentleman & Azad                                                   |
| 2018 | Like a Lion –                                                 | DE38 (5 Wo.)DE | — | CH64 (1 Wo.)CH | Erstveröffentlichung: 13. April 2018 Mark Forster feat. Gentleman                                                       |
| 2021 | Change of Thoughts –                                          | — | — | — | Erstveröffentlichung: 26. Februar 2021 Jugglerz feat. Gentleman & Konshens                                              |
| 2021 | Immer noch hier Willkommen Goodbye (Deluxe Edition)           | — | — | — | Erstveröffentlichung: 18. Juni 2021 Joris feat. Gentleman & Jugglerz                                                    |
| 2021 | Ice Cream –                                                   | DE77 (1 Wo.)DE | — | — | Erstveröffentlichung: 9. Juli 2021 DJ Jeezy feat. Fourty & Gentleman                                                    |
| 2021 | Meilenstein –                                                 | — | — | — | Erstveröffentlichung: 23. Juli 2021 Miwata feat. Gentleman                                                              |
| 2021 | Viel zu tun Auf der Suche                                     | — | — | — | Erstveröffentlichung: 6. August 2021 Nura feat. Gentleman                                                               |
| 2021 | Woman –                                                       | — | — | — | Erstveröffentlichung: 12. Oktober 2021 The Kemist feat. Gentleman                                                       |
| 2022 | 7 Leben Microdose                                             | — | — | — | Erstveröffentlichung: 28. Januar 2022 Disarstar & Jugglerz feat. Gentleman                                              |
| Folgende Lieder erschienen nicht als Single, wurden aber durch das Album zum Download und Streaming bereitgestellt und konnten somit eine Platzierung erlangen: |                                                               | | | | |
| |                                                               | | | | |
| 2017 | Roots Anthrazit                                               | DE42 (3 Wo.)DE | AT36 (3 Wo.)AT | CH52 (2 Wo.)CH | Charteinstieg: 1. September 2017 RAF Camora feat. Gentleman                                                             |

## Videoalben und Musikvideos

### Videoalben
| Jahr | Titel Musiklabel                                     | Höchstplatzierung, Gesamtwochen, AuszeichnungChartplatzierungen (Jahr, Titel, Musiklabel, Platzierungen, Wochen, Auszeichnungen, Anmerkungen) | Höchstplatzierung, Gesamtwochen, AuszeichnungChartplatzierungen (Jahr, Titel, Musiklabel, Platzierungen, Wochen, Auszeichnungen, Anmerkungen) | Höchstplatzierung, Gesamtwochen, AuszeichnungChartplatzierungen (Jahr, Titel, Musiklabel, Platzierungen, Wochen, Auszeichnungen, Anmerkungen) | Anmerkungen                                                                      |
| Jahr | Titel Musiklabel                                     | DE | AT | CH | Anmerkungen                                                                      |
| ---- | ---------------------------------------------------- | --- | --- | --- | -------------------------------------------------------------------------------- |
| 2003 | Gentleman & The Far East Band live Four Music (Sony) | DE*DE | AT10 (7 Wo.)AT | CH*CH | Erstveröffentlichung: 8. September 2003 mit der Far East Band; * siehe Livealbum |
| 2011 | Diversity live Island Records (UMG)                  | DE*DE | AT7 (1 Wo.)AT | — | Erstveröffentlichung: 29. April 2011 mit The Evolution; * siehe Diversity        |
| 2014 | MTV Unplugged Vertigo Records (UMG)                  | DE*DE | — | — | Erstveröffentlichung: 5. Dezember 2014 * siehe Livealbum                         |

### Musikvideos
| Jahr | Titel                                           | Regie                               |
| ---- | ----------------------------------------------- | ----------------------------------- |
| 1998 | Tabula Rasa                                     | Zoran Bihać                         |
| 1999 | So Sweet                                        | Stefan Browatzki                    |
| 1999 | You Can’t Run Away                              |                                     |
| 1999 | Heat of the Night                               | Kai Sehr                            |
| 2000 | Tabula Rasa Pt. II                              | Zoran Bihać                         |
| 2000 | Wickedness Broke Ya Neck                        | Nick Schofield                      |
| 2002 | Leave Us Alone                                  |                                     |
| 2002 | Dem Gone                                        |                                     |
| 2002 | Rudie (Hold It Down)                            |                                     |
| 2003 | Runaway                                         |                                     |
| 2003 | Widerstand                                      | Pascal Heiduk                       |
| 2003 | Rainy Days                                      |                                     |
| 2004 | Superior                                        | Ras Kassa                           |
| 2005 | İsyankar                                        | Katja Kuhl                          |
| 2005 | Intoxication                                    | Ras Kassa                           |
| 2005 | Will We Ever Know?                              | Winta Yohannes                      |
| 2005 | Why Cry                                         | Ras Kassa                           |
| 2005 | Send a Prayer                                   |                                     |
| 2006 | On We Go / Caan Hold Us Down                    | Lennard Brede                       |
| 2007 | Different Places                                |                                     |
| 2007 | Serenity                                        | Tom Trambow                         |
| 2007 | Zeit zu verstehen (This Can’t Be Everything)    |                                     |
| 2010 | It No Pretty                                    | Zoran Bihać                         |
| 2010 | Roots to Grow                                   | Sandra Marschner                    |
| 2010 | To the Top                                      | Daniel Harder                       |
| 2010 | Lonely Days                                     | Hendrik Hölzemann                   |
| 2013 | You Remember                                    | Noël Dernesch                       |
| 2013 | Heart of Rub-A-Dub                              |                                     |
| 2014 | Blossom and Prosper                             |                                     |
| 2014 | Do They Know It’s Christmas? (Deutsche Version) | Paul Ripke                          |
| 2016 | In the Streets                                  |                                     |
| 2016 | Ahnma                                           | David Aufdembrinke                  |
| 2016 | Signs of the Times                              |                                     |
| 2017 | Red Town                                        | Pascal Bünning                      |
| 2017 | iD                                              | Bernard Wedig                       |
| 2017 | Ovaload                                         | Henning Brix                        |
| 2017 | Zwei Schüsse                                    | Philip Wolf                         |
| 2018 | Like a Lion                                     | Kim Frank                           |
| 2019 | Still Around                                    | Anthony Gallet, Jean Philippe Greve |
| 2019 | Rise Up                                         | Rui Afonso, João Rito               |
| 2020 | Can’t Stop the Love                             | Henning Brix                        |
| 2020 | Ahoi                                            | Christoph Szulecki                  |
| 2020 | Time Out                                        | Lennart Brede                       |
| 2020 | Garten                                          | Henning Brix                        |
| 2020 | Devam                                           | Henning Brix                        |
| 2020 | Staubsauger                                     | IMUN                                |
| 2020 | Schöner Tag                                     | Henning Brix                        |
| 2020 | Zwischen den Stühlen                            | Henning Brix                        |
| 2020 | Bruder                                          | Henning Brix                        |
| 2021 | Ich komm zurück                                 | Henning Brix                        |
| 2021 | Change of Thoughts                              | IMUN                                |
| 2021 | Einer dieser Tage                               | Henning Brix                        |
| 2021 | Blessings                                       | Henning Brix                        |
| 2021 | Horizont                                        | Henning Brix                        |
| 2021 | Lifeline                                        | Henning Brix                        |
| 2021 | Ice Cream                                       | The Family Tree                     |
| 2021 | Meilenstein                                     | Yds                                 |
| 2021 | Immer noch hier                                 | Xancam                              |
| 2022 | 7 Leben                                         | Tim Erdmann, Christina Gotz         |
| 2022 | Over the Hills                                  | Tim Erdmann, Christina Gotz         |
| 2022 | Things Will Be Greater                          | Tim Erdmann, Christina Gotz         |
| 2022 | Can’t Lock the Dance                            | Tim Erdmann, Christina Gotz         |
| 2022 | Mad World                                       | Tim Erdmann, Christina Gotz         |
| 2022 | Fight for No Reason                             | Tim Erdmann, Christina Gotz         |

## Autorenbeteiligungen
Gentleman schreibt die meisten seiner Lieder selbst. Die folgende Liste beinhaltet Lieder die von ihm geschrieben, aber nicht selbst interpretiert wurden.
| Jahr | Titel Album                        | Anmerkungen                                                            |
| ---- | ---------------------------------- | ---------------------------------------------------------------------- |
| 1996 | Dum Dum (Diedel Dum Dum) Flashnizm | Erstveröffentlichung: 9. August 1996 Interpretation: Absolute Beginner |

## Promoveröffentlichungen
Promo-Singles

| Jahr | Titel Album                                                                   | Höchstplatzierung, Gesamtwochen, AuszeichnungChartplatzierungen (Jahr, Titel, Album, Platzierungen, Wochen, Auszeichnungen, Anmerkungen) | Höchstplatzierung, Gesamtwochen, AuszeichnungChartplatzierungen (Jahr, Titel, Album, Platzierungen, Wochen, Auszeichnungen, Anmerkungen) | Höchstplatzierung, Gesamtwochen, AuszeichnungChartplatzierungen (Jahr, Titel, Album, Platzierungen, Wochen, Auszeichnungen, Anmerkungen) | Anmerkungen                                                                                    |
| Jahr | Titel Album                                                                   | DE | AT | CH | Anmerkungen                                                                                    |
| ---- | ----------------------------------------------------------------------------- | --- | --- | --- | ---------------------------------------------------------------------------------------------- |
| 2001 | See Dem Coming / Angel Rhythm Journey to Jah                                  | — | — | — | Erstveröffentlichung: 2001 7″-Vinylplatte                                                      |
| 2004 | Unconditional Love / Version Blaze Confidence                                 | — | — | — | Erstveröffentlichung: 2004 7″-Vinylplatte                                                      |
| 2005 | Rumours Confidence                                                            | — | — | — | Erstveröffentlichung: 2005 7″-Vinylplatte                                                      |
| 2017 | Beat to My Melody Sing meinen Song – Das Tauschkonzert Vol. 4 (Sampler)       | — | — | — | Erstveröffentlichung: 6. Juni 2017 Original: Lena Meyer-Landrut                                |
| 2017 | Shake Away Sing meinen Song – Das Tauschkonzert Vol. 4 (Sampler)              | — | — | CH71 (1 Wo.)CH | Erstveröffentlichung: 20. Juni 2017 Original: Michael Patrick Kelly                            |
| 2017 | iD                                                                            | DE57 Platin · (8 Wo.)DE | AT— GoldAT | CH60 (3 Wo.)CH | Erstveröffentlichung: 14. Juli 2017 Verkäufe: + 415.000; Michael Patrick Kelly feat. Gentleman |
| 2020 | Dutty Soul Live Your Life                                                     | — | — | — | Erstveröffentlichung: 5. Juni 2020                                                             |
| 2021 | Let the Dream Come True Sing meinen Song – Das Tauschkonzert Vol. 8 (Sampler) | — | — | — | Erstveröffentlichung: 20. April 2021 Original: DJ Bobo                                         |
| 2021 | Im Schneckenhaus Sing meinen Song – Das Tauschkonzert Vol. 8 (Sampler)        | — | — | — | Erstveröffentlichung: 27. April 2021 Original: Joris                                           |
| 2021 | Kein Bock Sing meinen Song – Das Tauschkonzert Vol. 8 (Sampler)               | — | — | — | Erstveröffentlichung: 4. Mai 2021 Original: Nura                                               |

## Sonderveröffentlichungen

### Alben
| Jahr | Titel Musiklabel                                        | Anmerkungen                                                                                          |
| ---- | ------------------------------------------------------- | --- |
| 2010 | Diversity (Limited Collectors Box) Island Records (UMG) | Erstveröffentlichung: 9. April 2010 erweiterte Fassung, Verkäufe werden dem Studioalbum hinzuaddiert |

### Lieder
| Jahr                                    | Titel Album                                                                                               | Anmerkungen                                                                                         |
| --------------------------------------- | --- | --------------------------------------------------------------------------------------------------- |
| 1994                                    | I Want You Back The Life I’ve Been Looking For                                                            | Erstveröffentlichung: 1994 Brooke Russell feat. Gentleman                                           |
| 1996                                    | Female Power Worry Not!                                                                                   | Erstveröffentlichung: 15. Februar 1996 Di Iries feat. Gentleman                                     |
| 1996                                    | Hypocrites & Parasites Worry Not!                                                                         | Erstveröffentlichung: 15. Februar 1996 Di Iries feat. Gentleman & Daddy Teacha                      |
| 1996                                    | Proud Worry Not!                                                                                          | Erstveröffentlichung: 15. Februar 1996 Di Iries feat. Gentleman & Daddy Teacha                      |
| 1997                                    | One Vibe Ungesund und teuer                                                                               | Erstveröffentlichung: 6. Oktober 1997 Die Coolen Säue feat. Gentleman                               |
| 1998                                    | You Can’t Run Away Zeitmaschine                                                                           | Erstveröffentlichung: 9. November 1998 Udo Lindenberg feat. Freundeskreis & Gentleman               |
| 1999                                    | Change Dem Ways Final Judgement                                                                           | Erstveröffentlichung: 1999 Messer Banzani feat. Gentleman                                           |
| Tabula Rasa Pt. II Esperanto            | Erstveröffentlichung: 20. April 1999 Freundeskreis feat. Joy Denalane, Gentleman, Sékou, Andres & Tommy W | |
| Too Bad Love & Laughter                 | Erstveröffentlichung: 15. Juli 1999 Jack Radics feat. Mr. Gentleman                                       | |
| Tabula Rasa Bipolar Opposites           | Erstveröffentlichung: 30. August 1999 Mellowbag feat. Freundeskreis & Gentleman                           | |
| Das neue Jahrtausend Das zweite Kapitel | Erstveröffentlichung: 4. Oktober 1999 Die Firma feat. Gentleman                                           | |
| Wickedness Broke Ya Neck Genuine Draft  | Erstveröffentlichung: 7. Oktober 1999 DJ Thomilla feat. Gentleman                                         | |
| 2000                                    | So Sweet The Life I’ve Been Looking For                                                                   | Erstveröffentlichung: 31. Januar 2000 Brooke Russell feat. Mr. Gentleman                            |
| 2001                                    | Tabula Rasa Pt. II (Live) En Directo                                                                      | Erstveröffentlichung: 15. Januar 2001 Freundeskreis feat. Joy Denalane & Gentleman                  |
| 2001                                    | Arrab Made in Germany                                                                                     | Erstveröffentlichung: 25. Juni 2001 Afrob feat. Gentleman                                           |
| 2002                                    | Purge It Out Songs of Melody                                                                              | Erstveröffentlichung: 2002 Silly Walks Movement feat. Gentleman                                     |
| 2002                                    | Never Give Up Scheiss auf euren Hip Hop                                                                   | Erstveröffentlichung: 21. Mai 2002 MC Rene feat. Gentleman                                          |
| 2003                                    | Widerstand Innere Sicherheit                                                                              | Erstveröffentlichung: 31. März 2003 Curse feat. Gentleman                                           |
| 2003                                    | Rudie (Hold It Down) Homegrown                                                                            | Erstveröffentlichung: 3. November 2003 UB40 feat. Bantu & Gentleman                                 |
| 2004                                    | Reggae Got Soul True Love                                                                                 | Erstveröffentlichung: 10. Mai 2004 Toots & the Maytals feat. Gentleman                              |
| 2005                                    | Lass los Lass los EP                                                                                      | Erstveröffentlichung: 3. Februar 2005 Mamadee feat. Gentleman                                       |
| 2005                                    | Will We Ever Know? Am I My Brother’s Keeper?                                                              | Erstveröffentlichung: 24. April 2005 mit Brothers Keepers                                           |
| 2005                                    | İsyankar Seven (Reloaded)                                                                                 | Erstveröffentlichung: Mai 2005 Mustafa Sandal feat. Gentleman; Sample von Panjabi MC – Mirza        |
| 2005                                    | Why Cry State of the Arts                                                                                 | Erstveröffentlichung: 1. Juli 2005 Afu-Ra feat. Gentleman                                           |
| 2005                                    | Face Off My Hope                                                                                          | Erstveröffentlichung: 15. August 2005 Anthony B feat. Gentleman                                     |
| 2006                                    | The Guns of Brixton (live) The Guns of Brixton (MTV Unplugged) (Single)                                   | Erstveröffentlichung: 17. März 2006 Die Toten Hosen feat. Gentleman                                 |
| 2006                                    | Clearly Echo and Smoke                                                                                    | Erstveröffentlichung: 30. Juni 2006 Martin Jondo feat. Gentleman                                    |
| 2006                                    | Is Love Enough? Yell Fire!                                                                                | Erstveröffentlichung: 25. Juli 2006 Michael Franti & Spearhead feat. Gentleman                      |
| 2006                                    | Crash & Burn U + Ur Hand (Single)                                                                         | Erstveröffentlichung: 21. August 2006 P!nk feat. Gentleman                                          |
| 2007                                    | Liebe Mehr davon                                                                                          | Erstveröffentlichung: 4. Mai 2007 Nosliw feat. Gentleman                                            |
| 2007                                    | Share the Love True Reflections … A New Beginning                                                         | Erstveröffentlichung: 31. Juli 2007 Jah Cure feat. Gentleman                                        |
| 2007                                    | Nuh Hesitate Tough Enough                                                                                 | Erstveröffentlichung: 26. Oktober 2007 Far East Band feat. Gentleman                                |
| 2007                                    | Zeit zu verstehen (This Can’t Be Everything) Blockschrift                                                 | Erstveröffentlichung: 7. Dezember 2007 Azad feat. Gentleman                                         |
| 2008                                    | Let’s Go Gideon Boot                                                                                      | Erstveröffentlichung: 13. Mai 2008 Richie Spice feat. Gentleman                                     |
| 2009                                    | Midnight Hour Loss 4 Wordz                                                                                | Erstveröffentlichung: 19. Mai 2009 Scratch feat. Gentleman                                          |
| 2009                                    | Nothing Ever Changes (Pierrot) Flying High                                                                | Erstveröffentlichung: 30. Juni 2009 Ali Campbell feat. Gentleman                                    |
| 2009                                    | I Tried Born in Babylon                                                                                   | Erstveröffentlichung: 25. August 2009 SOJA feat. Gentleman & Tamika                                 |
| 2009                                    | Roots to Grow                                                                                             | Erstveröffentlichung: 11. September 2009 Stefanie Heinzmann feat. Gentleman                         |
| 2009                                    | Better Way –                                                                                              | Erstveröffentlichung: 27. Oktober 2009 Ziggy feat. Gentleman                                        |
| 2010                                    | Pflaster (Echo Version) –                                                                                 | Erstveröffentlichung: 5. März 2010 Ich + Ich feat. Gentleman, Cassandra Steen & Till Brönner        |
| 2010                                    | Crossroads                                                                                                | Erstveröffentlichung: 3. September 2010 Jahcoustix feat. Gentleman                                  |
| 2011                                    | Growing Up 7 Year Itch                                                                                    | Erstveröffentlichung: 2011 Protoje feat. Gentleman                                                  |
| 2011                                    | Don’t You More Trees                                                                                      | Erstveröffentlichung: 3. Februar 2011 Chezidek feat. Gentleman                                      |
| 2011                                    | Wenn sich der Nebel verzieht Unter Freunden                                                               | Erstveröffentlichung: 1. April 2011 Mono & Nikitaman feat. Gentleman                                |
| 2011                                    | Redemption Song Volles Programm                                                                           | Erstveröffentlichung: 25. November 2011 BAP feat. Gentleman                                         |
| 2012                                    | Ultra Geteiltes Leid III                                                                                  | Erstveröffentlichung: 9. November 2012 Moses Pelham feat. Gentleman                                 |
| 2014                                    | It’s Alright My Journey                                                                                   | Erstveröffentlichung: 2014 I-Octane feat. Gentleman                                                 |
| 2014                                    | Do They Know It’s Christmas? (Deutsche Version) –                                                         | Erstveröffentlichung: 21. November 2014 mit Band Aid 30 Germany                                     |
| 2016                                    | Exodus Regenmacher                                                                                        | Erstveröffentlichung: 4. März 2016 Megaloh feat. ASD, Max Herre & Gentleman                         |
| 2016                                    | In the Streets                                                                                            | Erstveröffentlichung: 29. April 2016 Daddy Rings feat. Gentleman                                    |
| 2016                                    | Tic Toc Neo                                                                                               | Erstveröffentlichung: 20. Mai 2016 Dellé feat. Gentleman                                            |
| 2016                                    | People Need Hope Paradise                                                                                 | Erstveröffentlichung: 15. Juli 2016 Joseph Israel feat. Gentleman & Tarrus Riley                    |
| 2016                                    | Ahnma Advanced Chemistry                                                                                  | Erstveröffentlichung: 26. August 2016 Beginner feat. Gentleman & Gzuz                               |
| 2016                                    | Einfach machen Mutterschiff                                                                               | Erstveröffentlichung: 23. September 2016 Afrob feat. Gentleman                                      |
| 2016                                    | On & On Essahdamus                                                                                        | Erstveröffentlichung: 28. Oktober 2016 Kool Savas feat. PA Sports, Vega & Gentleman                 |
| 2016                                    | Bunte Republik Deutschland (Live) Stärker als die Zeit – Live                                             | Erstveröffentlichung: 2. Dezember 2016 Udo Lindenberg feat. Daniel Wirtz, Gentleman & Ole Feddersen |
| 2016                                    | Lecker Lecker (live) Live in der Kölnarena                                                                | Erstveröffentlichung: 2. Dezember 2016 Kasalla feat. Gentleman                                      |
| 2017                                    | Babylon Have the Nerve –                                                                                  | Erstveröffentlichung: 18. April 2017 Publik Report feat. Freddie McGregor & Gentleman               |
| 2017                                    | Don’t Worry Fought for Dis                                                                                | Erstveröffentlichung: 16. Juni 2017 Sizzla feat. Gentleman & Mark Wonder                            |
| 2017                                    | iD | Erstveröffentlichung: 16. Juni 2017 Michael Patrick Kelly feat. Gentleman                           |
| 2017                                    | Roots Anthrazit                                                                                           | Erstveröffentlichung: 25. August 2017 RAF Camora feat. Gentleman                                    |
| 2018                                    | Zwei Schüsse Beastmode 3                                                                                  | Erstveröffentlichung: 26. Januar 2018 Animus feat. Azad & Gentleman                                 |
| 2018                                    | Like a Lion –                                                                                             | Erstveröffentlichung: 13. April 2018 Mark Forster feat. Gentleman                                   |
| 2021                                    | Change of Thoughts –                                                                                      | Erstveröffentlichung: 26. Februar 2021 Jugglerz feat. Gentleman & Konshens                          |
| 2021                                    | Ice Cream –                                                                                               | Erstveröffentlichung: 9. Juli 2021 DJ Jeezy feat. Fourty & Gentleman                                |
| 2021                                    | Viel zu tun Auf der Suche                                                                                 | Erstveröffentlichung: 20. August 2021 Nura feat. Gentleman                                          |
| 2021                                    | Immer noch hier Willkommen Goodbye (Deluxe Edition)                                                       | Erstveröffentlichung: 12. November 2021 Joris feat. Gentleman & Jugglerz                            |
| 2022                                    | 7 Leben Microdose                                                                                         | Erstveröffentlichung: 22. April 2022 Disarstar & Jugglerz feat. Gentleman                           |

| Jahr | Titel Interpretation                                 | Anmerkungen                |
| ---- | ---------------------------------------------------- | -------------------------- |
| 1999 | Bug a Boo (Gentleman’s Revenge) Destiny’s Child      | Erstveröffentlichung: 1999 |
| 2000 | Ich und Du (Mr. Gentleman Remix) Koma Mobb           | Erstveröffentlichung: 2000 |
| 2002 | Fake Brotha (Bushhouse Rmx) Schreiner feat. D & Vido | Erstveröffentlichung: 2002 |
| 2003 | Could It Be You (Gentleman Remix) Zoe                | Erstveröffentlichung: 2003 |

| Jahr | Titel Album                                                                                  | Anmerkungen |
| ---- | -------------------------------------------------------------------------------------------- | --- |
| 1995 | Communication Sound Navigator                                                                | Erstveröffentlichung: 1995 Silly Walks Soundsystem feat. Gentleman                                                 |
| 2008 | Follow Megamix Riddim CD #36                                                                 | Erstveröffentlichung: März 2008 Pow Pow Movement feat. Gentleman, Jah Mason, Skarra Mucci, Tippa Irie & Turbulence |
| 2015 | Ice Cold Ice Cold Riddim                                                                     | Erstveröffentlichung: 23. Oktober 2015                                                                             |
| 2016 | Keep on Moving Silly Walks Discotheque: Smile Jamaica                                        | Erstveröffentlichung: 10. Juni 2016 mit Torch                                                                      |
| 2017 | Beat to My Melody Sing meinen Song – Das Tauschkonzert Vol. 4                                | Erstveröffentlichung: 9. Juni 2017 Original: Lena Meyer-Landrut                                                    |
| 2017 | Heut hab ich Zeit Sing meinen Song – Das Tauschkonzert Vol. 4                                | Erstveröffentlichung: 9. Juni 2017 Original: Silbermond                                                            |
| 2017 | Ich trink auf Dich Sing meinen Song – Das Tauschkonzert Vol. 4                               | Erstveröffentlichung: 9. Juni 2017 Original: Mark Forster                                                          |
| 2017 | Mos Lied Sing meinen Song – Das Tauschkonzert Vol. 4                                         | Erstveröffentlichung: 9. Juni 2017 Original: Glashaus                                                              |
| 2017 | Shake Away Sing meinen Song – Das Tauschkonzert Vol. 4                                       | Erstveröffentlichung: 9. Juni 2017 Original: Michael Patrick Kelly                                                 |
| 2017 | Today Tomorrow Too Long Too Late Sing meinen Song – Das Tauschkonzert Vol. 4                 | Erstveröffentlichung: 9. Juni 2017 Original: The BossHoss                                                          |
| 2017 | Santa Claus (Do You Ever Come to the Ghetto) Sing meinen Song – Das Weihnachtskonzert Vol. 4 | Erstveröffentlichung: 28. November 2017 Original: Chronixx                                                         |
| 2017 | The Power of Love Sing meinen Song – Das Weihnachtskonzert Vol. 4                            | Erstveröffentlichung: 28. November 2017 Original: Frankie Goes to Hollywood                                        |
| 2020 | Can’t Stop the Love CaliRootsRiddim                                                          | Erstveröffentlichung: 22. April 2020 feat. Collie Buddz                                                            |
| 2021 | Brother Sing meinen Song – Das Tauschkonzert Vol. 8                                          | Erstveröffentlichung: 7. Mai 2021 Original: Mighty Oaks                                                            |
| 2021 | Im Schneckenhaus Sing meinen Song – Das Tauschkonzert Vol. 8                                 | Erstveröffentlichung: 7. Mai 2021 Original: Joris                                                                  |
| 2021 | Im Schneckenhaus Sing meinen Song – Das Tauschkonzert Vol. 8                                 | Erstveröffentlichung: 7. Mai 2021 mit Joris; Original: Joris                                                       |
| 2021 | Kein Bock Sing meinen Song – Das Tauschkonzert Vol. 8                                        | Erstveröffentlichung: 7. Mai 2021 Original: Nura                                                                   |
| 2021 | Let the Dream Come True Sing meinen Song – Das Tauschkonzert Vol. 8                          | Erstveröffentlichung: 7. Mai 2021 Original: DJ Bobo                                                                |
| 2021 | Little Universe Sing meinen Song – Das Tauschkonzert Vol. 8                                  | Erstveröffentlichung: 7. Mai 2021 Original: Stefanie Heinzmann                                                     |
| 2021 | So schön Sing meinen Song – Das Tauschkonzert Vol. 8                                         | Erstveröffentlichung: 7. Mai 2021 Original: Johannes Oerding                                                       |
| 2021 | Time Out Sing meinen Song – Das Tauschkonzert Vol. 8                                         | Erstveröffentlichung: 7. Mai 2021 mit Johannes Oerding; Original: Gentleman                                        |

| Jahr | Titel Soundtrack                                           | Anmerkungen                         |
| ---- | ---------------------------------------------------------- | ----------------------------------- |
| 2006 | On We Go / Caan Hold Us Down Hui Buh – Das Schlossgespenst | Erstveröffentlichung: 21. Juli 2006 |

## Statistik

### Chartauswertung
Die folgende Aufstellung beinhaltet eine Übersicht über die Charterfolge von Gentleman in den Album-, Single- und Musik-DVD-Charts. In Deutschland besteht die Besonderheit, dass Videoalben (Musik-DVDs) sich ebenfalls in den Albumcharts platzieren, in den weiteren Ländern stammen die Chartausgaben aus den Musik-DVD-Charts.
|                     | DE     | AT     | CH     |
| ------------------- | ------ | ------ | ------ |
| Nummer-eins-Alben   | DE2DE  | AT1AT  | CH—CH  |
| Top-10-Alben        | DE7DE  | AT6AT  | CH6CH  |
| Alben in den Charts | DE12DE | AT10AT | CH13CH |

|                       | DE     | AT     | CH     |
| --------------------- | ------ | ------ | ------ |
| Nummer-eins-Singles   | DE1DE  | AT—AT  | CH—CH  |
| Top-10-Singles        | DE4DE  | AT1AT  | CH2CH  |
| Singles in den Charts | DE31DE | AT16AT | CH17CH |

|                          | DE    | AT    | CH    |
| ------------------------ | ----- | ----- | ----- |
| Nummer-eins-Videoalben   | DE—DE | AT—AT | CH—CH |
| Top-10-Videoalben        | DE—DE | AT2AT | CH—CH |
| Videoalben in den Charts | DE—DE | AT2AT | CH—CH |

### Auszeichnungen für Musikverkäufe
Anmerkung: Auszeichnungen in Ländern aus den Charttabellen bzw. Chartboxen sind in ebendiesen zu finden.
| Land/RegionAuszeichnungen für Musikverkäufe (Land/Region, Auszeichnungen, Verkäufe, Quellen) | Gold       | Platin     | Verkäufe  | Quellen           |
| -------------------------------------------------------------------------------------------- | ---------- | ---------- | --------- | ----------------- |
| Deutschland (BVMI)                                                                           | 8× Gold8   | 3× Platin3 | 2.150.000 | musikindustrie.de |
| Österreich (IFPI)                                                                            | 2× Gold2   | —          | 30.000    | ifpi.at           |
| Schweiz (IFPI)                                                                               | Gold1      | —          | 20.000    | hitparade.ch      |
| Insgesamt                                                                                    | 11× Gold11 | 3× Platin3 |           |                   |